# Герб Гдыни
Герб города Гдыни — один из официальных символов города Гдыни.

## Символика
Герб города Гдыни представляет собой червлёный щит с изображением двух смотрящих в разные стороны золотых рыб, пронзённых мечом серебряного цвета с рукоятью вверх. Изображение меча является стилизованным, верхняя рыба обращена на запад, нижняя — на восток. Меч на красном поле взят с военно-морского вымпела ВМС Польши и выражает мужество жителей Гдыни в защите морских границ страны. Рыбы указывают на прибрежное положение города и напоминают о том, что Гдыня некогда была стариной рыбацкой деревней.

## История герба

### Межвоенный период XX века
У вновь образованного города отсутствовал официальный герб, поэтому властями был объявлен конкурс на его создание. 15 июня 1927 года состоялось заседание жюри по избранию окончательного варианта герба из числа представленных. Всего на конкурс было отправлено 199 работ, но ни одна не была утверждена по причине «несоблюдения технических требований».

### Немецкая оккупация 1939—1945 годов

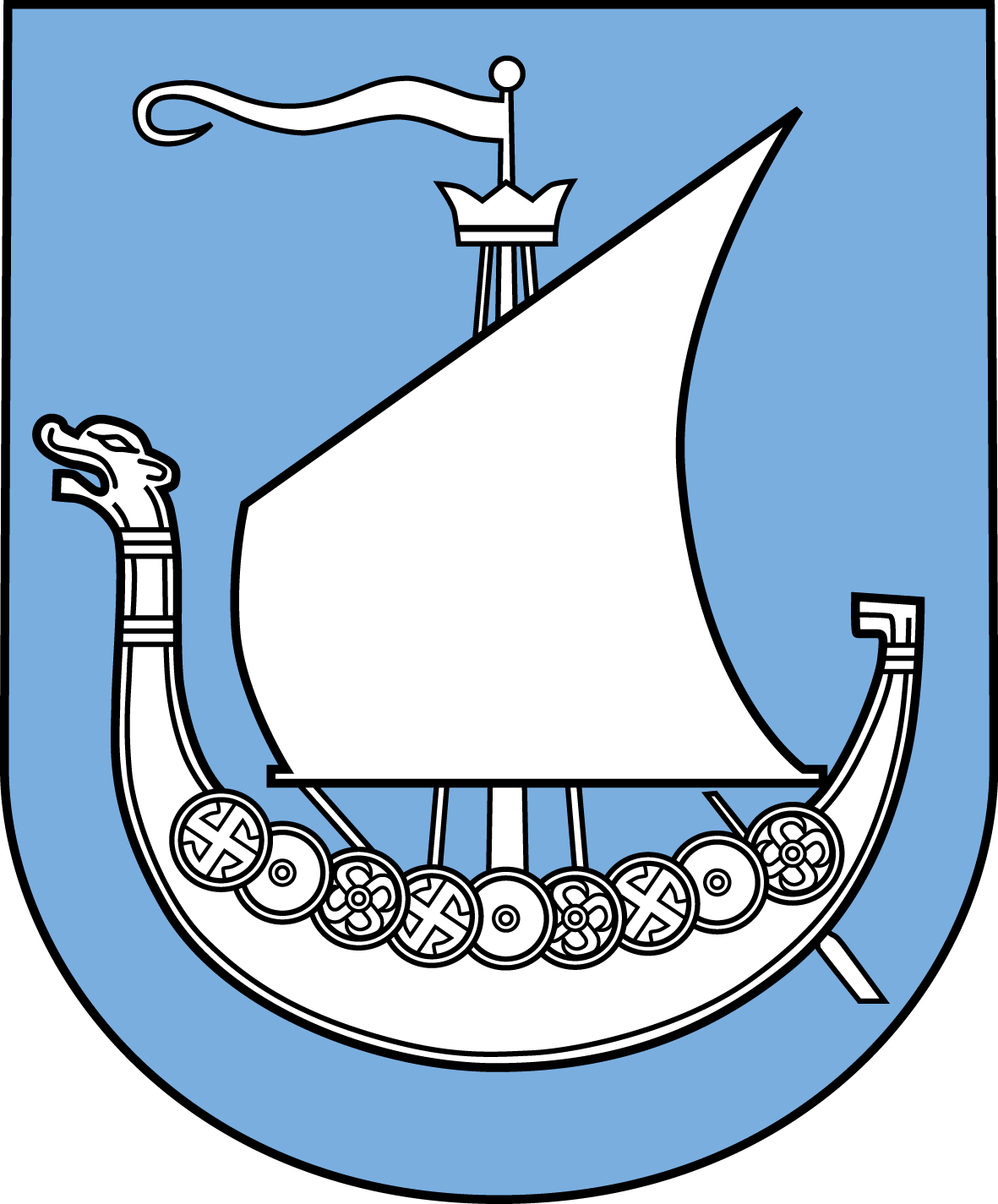
Герб Готенхафена в период немецкой оккупации (1939—1945 годы)

Немцы переименовали город в Готенхафен, получивший в дальнейшем собственный герб работы Отто фон Шихко. С 26 июня 1942 года и до конца Второй мировой войны герб представлял собой голубой щит, на котором был изображён серебряный готский драккар с парусом, наполненным ветром, веслом на корме, боевым марсом, украшенным вымпелом. Корабль был украшен щитками со свастикой, нос корабля был выполнен в виде головы дракона. Герб символизировал предполагаемые немецкие корни Гдыни, куда готы прибыли еще в древности.

### Период после 1945 года
Нынешний герб был избран 22 июня 1946 года на открытом конкурсе. Герб изначально имел название «храбрая рыба». Один из конкурирующих вариантов представлял собой дизайн с изображениями короны Пястов и двух серебряных орлов под ней на голубом щите.
Победителями оказались следующие авторы дизайна герба:
1. Леон Станишевский
2. Анджей Семашко
3. Тадеуш Гроновский

Дизайн Леона Станишевского стал неофициальной эмблемой Гдыни, но городской национальный совет утвердил его лишь 12 декабря 1979 года. В отличие от проекта Станишевского рыбы на гербе Гдыни изображены с открытыми пастями с зубами. Некоторые источники дают неверное изображение герба — синий щит и золотая рукоять меча.